# Stål-Kalle (serietidning)
Stål-Kalle, i Italien känd som PKNA - Paperinik New Adventures, PK², PK: Pikappa och PK Reloaded, är en serietidning som gavs ut av Disney Italia en gång i månaden sedan 1996, och som även har givits ut på svenska av Egmont sedan 1997.
Handlingen kretsar kring superhjälten Stål-Kalle, Kalle Ankas alter ego, men är till skillnad från de traditionella Disneyserierna starkt influerad av Marvel Comics superhjälteserier.
Seriefiguren Stål-Kalle skapades dock redan 1969 och är flitigt förekommande i de traditionella Disneyserierna, då främst de serier som producerats i Italien och Brasilien.

## Historik

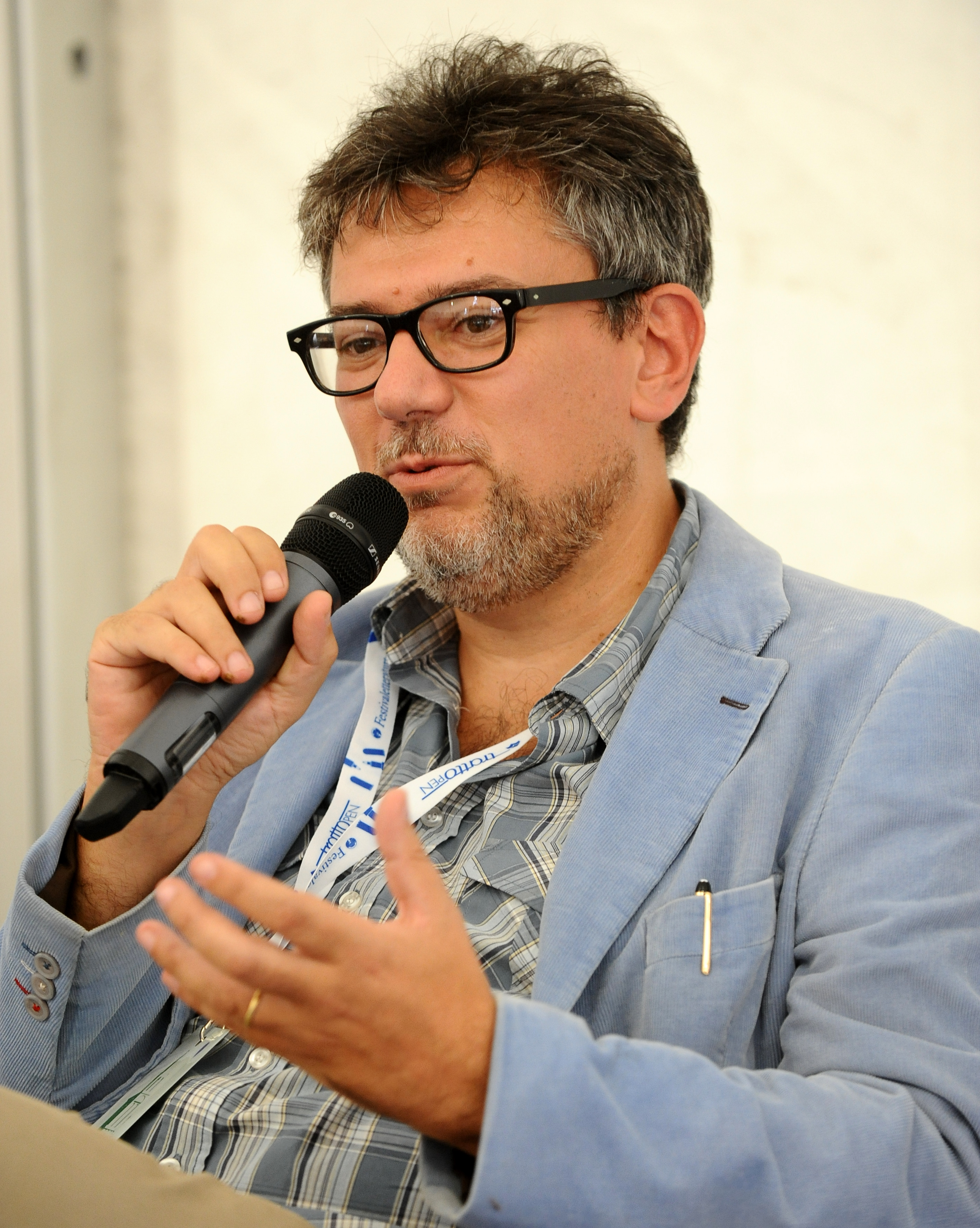
Tito Faraci, en av PK:s flera författare

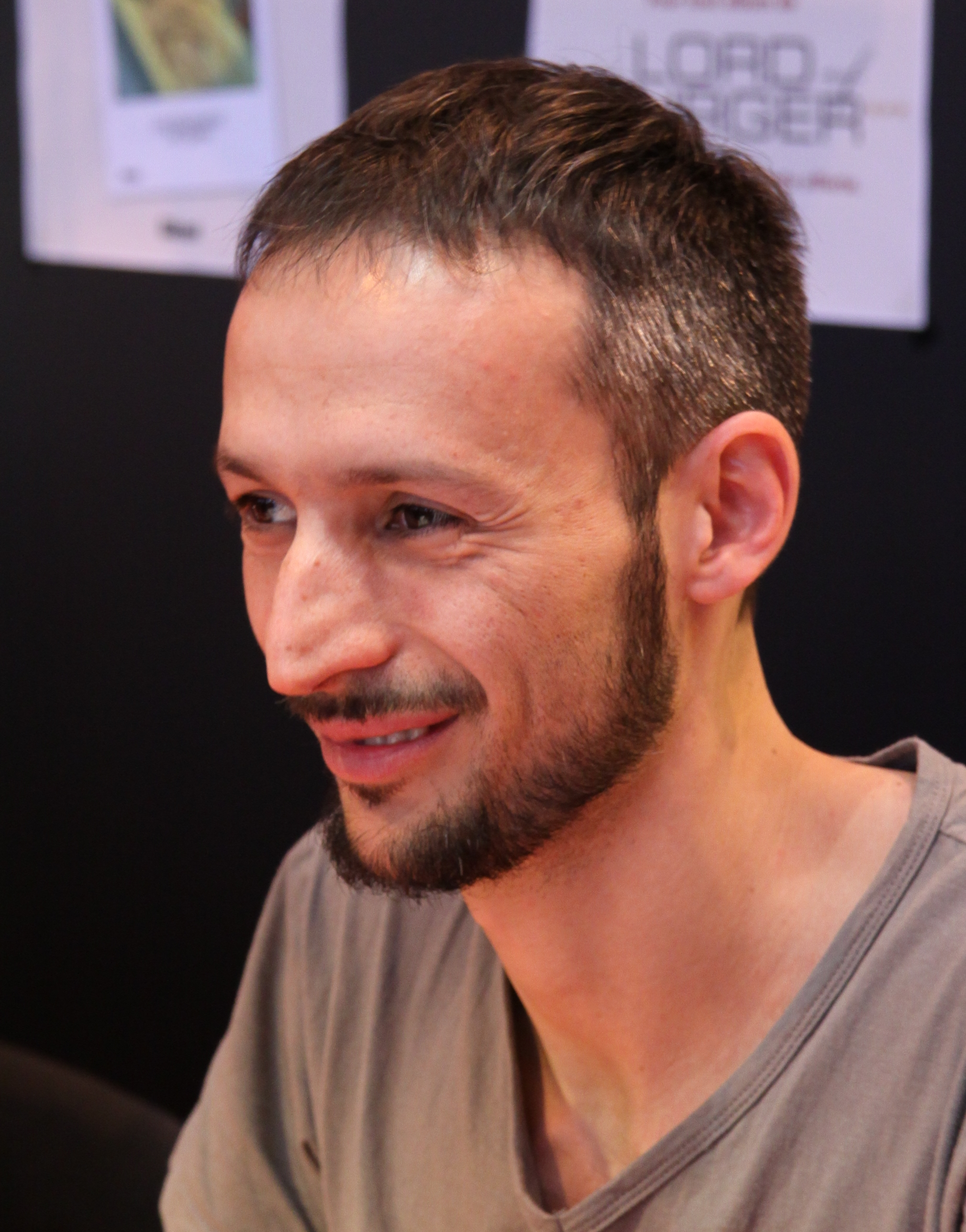
Alessandro Barbucci, en av tecknarna för PK

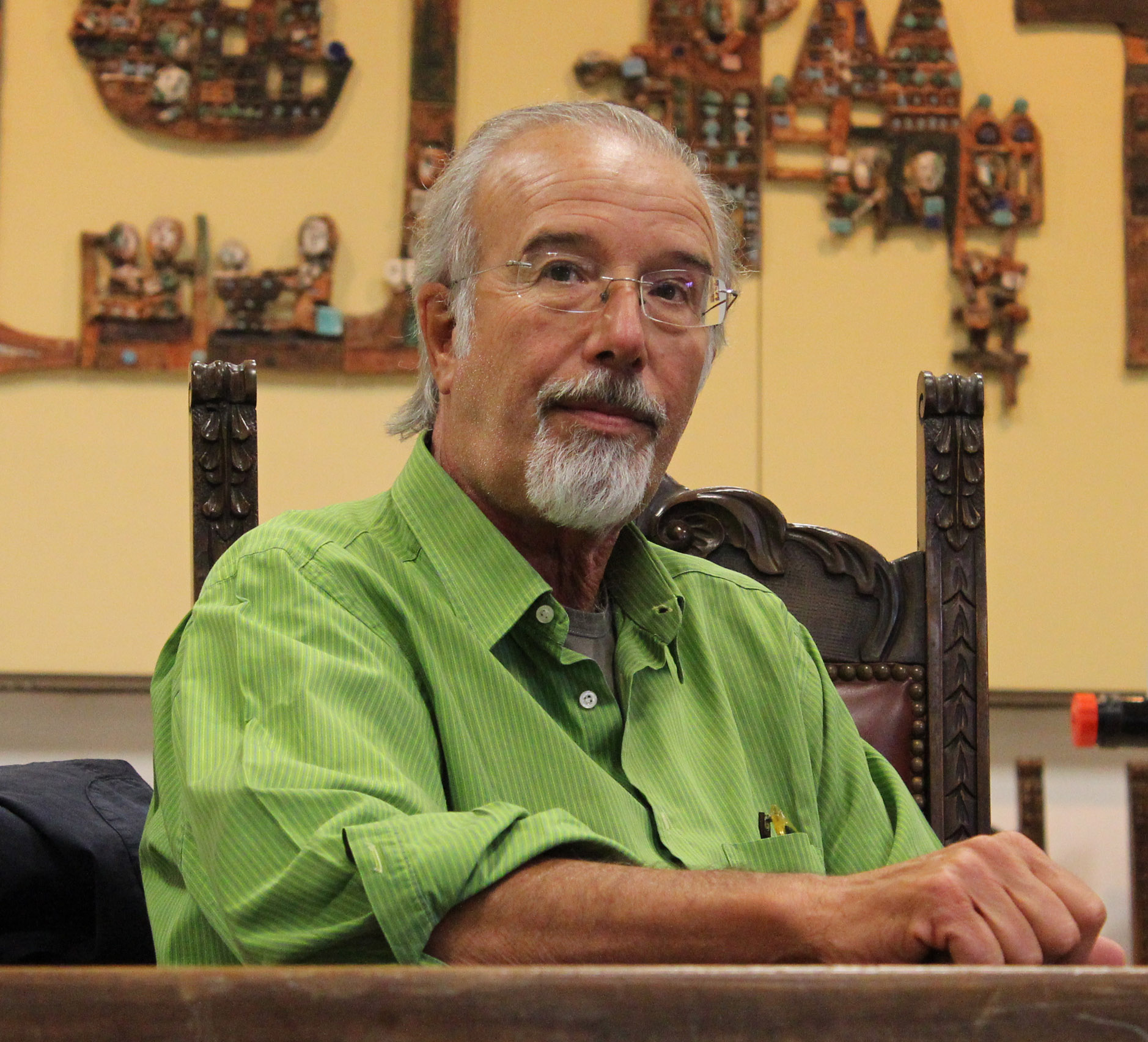
Giorgio Cavazzano, ytterligare en av seriens tecknare

I Italien hade PKNA - Paperinik New Adventures börjat ges ut i mars 1996. Tidningen förefaller ha sålt bra för ganska omgående började man planera att ge ut PKNA i flera länder runt om i Europa. Till Sverige kom tidningen i mars 1997 och fick namnet Stål-Kalle. Sedan dess har den utkommit med ett nummer i månaden.
PKNA fick 2001 en uppföljare vid namn PK², som 2002 blev rebootad som PK Pikappa (nedan kallad PK³). I Sverige har man dock hållit fast vid Stål-Kalle som namn på tidningen. Utöver huvudtidningen har det i Italien dessutom förekommit fyra årsalbum (ett varje år från 1998 till 2001) samt tre utgåvor som släpptes 1996 (nedan kallade PK0) - uppenbarligen tänkta som en övergång mellan de traditionella Stål-Kalle-serierna och Paperinik New Adventures.
PK Reloaded repriserar de ursprungliga PK-serierna, vilket även innebär att Stål-Kalle sedan nummer 11/2005 är en renodlad repristidning.
En reboot, Universo PK, publicerades i tidningen Paperinik Appgrade från nummer 16 i januari 2014 till nummer 20 i maj samma år.
En direkt uppföljare till PK² vid namn PKNE - PK New Era började ges ut i Topolino från och med nummer 3058 den 8 juli 2014.

## Huvudfigurer
- Stål-Kalle: Som i tidigare serier är Stål-Kalle Kalle Ankas brottsbekämpningsidentitet. Men i den här serien slåss han dessutom mot utomjordingar, tidresenärer och utomdimensionella varelser.
- Everett Ducklair: En mystisk, försvunnen miljonär och uppfinnare. Hans skyskrapa Ducklair Tower är Stål-Kalles nya bas, och Stål-Kalles nya utrustning är konstruerad av Ducklair.
- Ettan: En artificiell intelligens som skapats av Everett Ducklair. Ettan har kontroll över alla hemliga dörrar och dolda funktioner i Ducklair Tower, och är Stål-Kalles främsta medkämpe mot ondskan.
- Angus Fangus: Reporter för 00-nytt. Angus, som kommer från Nya Zeeland men nu bor i Ankeborg, är ständigt på jakt efter nya sätt att svartmåla Stål-Kalle.
- Lyla Lay: En reporter för 00-nytt. Lyla är dessutom egentligen en droid som jobbar som hemlig agent för Tidspolisen, men utger sig för att bara vara en vanlig person som fötts på 1900-talet. Förutom Ettan är Lyla Stål-Kalles allra närmaste vän som superhjälte.
- Tidspolisen: En organisation av tidsresande poliser, som arbetar med att stoppa brottsliga tidsresenärer. De har träffat Stål-Kalle flera gånger, men inte alltid som allierade. Deras högkvarter ligger i Tid Ø, en tid som existerar utanför det vanliga tidsflödet.
- Organisationen: Ett brottssyndikat som ägnar sin tid och makt åt kriminella aktiviteter som involverar tidsresor. Organisationen är tidspolisens värsta fiender.
- Plundraren: Organisationens främste agent. Har mött Stål-Kalle många gånger, men inte alltid som fiende. Plundraren existerar i gråzonen mellan skurk och hjälte, eftersom han sitt namn troget ofta plundrar, men samtidigt flera gånger har hjälpt Stål-Kalle att avvärja enorma katastrofer.
- Trip: Plundrarens son.
- Kanal 00: En populär TV-kanal i Ankeborg. Kanalen sänder bland annat nyhetsprogrammet 00-nytt och den enormt populära såpoperan Smäktande Djungel.
- 00-nytt: Nyhetsprogram som görs i Ducklair Tower. Dess reportrar är bland andra Lyla Lay, Angus Fangus och Mike Morrighan.
- Hubertus Handfast: General i armén och en återkommande allierad till Stål-Kalle.
- Överste Westcock: En arméofficer som ständigt är i tvist med sin överordnade,  Handfast.
- Evronianerna: Ett utomjordiskt erövrarsläkte från planeten Evron. De livnär sig på känsloenergi från andra arter, som till exempel människor. Att erövra planeter, bland annat jorden, är evronianernas ständiga mål, och deras imperium omfattar massvis med planeter. De är i besittning av enorma kvantiteter rymdskepp och soldater. Evronianer föds från puppor, och kan i nödsituationer regrediera till det stadiet.
- Xerbianerna: Utomjordingar som är ganska lika människor, men har grön hy. Deras hemplanet, Xerba, ödelades av evronianerna efter att de släpptes in av xerbianerna som inte anade vilka planer evronianerna hade för dem. Nästan alla xerbianer kallflammades av evronianerna, utom ett litet fåtal som lyckades fly.
- Xadhoom: En muterad xerbian som är evronianernas största fiende och Stål-Kalles vän och medkämpe mot dem. Namnet "Xadhoom" är det xerbianska ordet för "indrivare", och hennes riktiga namn är Xado. Xadhoom kan kontrollera sin molekylära struktur, och har kontroll över energi vilket bland annat innebär att hon kan skjuta dödliga energistrålar. Xadhoom är fylld med lika mycket energi som en hel stjärna, och är så gott som ostoppbar. Till skillnad från Stål-Kalle dödar Xadhoom oftast sina fiender.
- Kallflammor: Levande varelser som har blivit kallflammade av evronianerna. Detta sker oftast med strålpistoler. Kallflammor har ingen egen vilja, utan lyder blint de order de får.
- Majsan Halsstarr: Agent för Ankeborgs Underrättelsebyrå, AUB. Anlitar ofta Stål-Kalle för att få hjälp med extra stora hot.
- Kapten Nimrod: Majsan Halsstarrs överordnade på AUB.
- Ziggy: Majsans bror, som utbildade sig till AUB-agent men avbröt sin utbildning två dagar innan examen. Precis som sin syster Majsan har Ziggy samarbetat med Stål-Kalle flera gånger.

## Utgivning
Den svenska utgivningen följer i allt väsentligt den italienska originalpubliceringen. Bara några få undantag förekommer. Ett sådant är att PKNA nummer 13 aldrig översattes till svenska förrän Stål-Kalle började ges ut i samlingsböcker i mitten av 2010-talet, och den ingick i den fjärde samlingspocketen. Ett annat undantag är specialutgåvorna - de från 1996 publicerades i Stål-Kalle mellan PK² och PK³ och årsalbumen mellan PK och PK².
Nummer 12/2002 är egentligen 10/2002, men märktes om för att fortsätta nummerföljden då 11/2002 skickades ut till butiker en månad för tidigt.
| Svenskspråkig publicering | Svenskspråkig titel               | Originaltitel                           | Originalpublicering |
| ------------------------- | --------------------------------- | --------------------------------------- | ------------------- |
| 1/1997                    | Skuggor på Venus                  | Ombre su venere                         | PKNA 1              |
| 2/1997                    | Tvåan                             | Due                                     | PKNA 2              |
| 3/1997                    | Projekt Kall Sol                  | Il giorno del sole freddo               | PKNA 3              |
| 4/1997                    | Jordbävning                       | Terremoto                               | PKNA 4              |
| 5/1997                    | Porträtt av hjälten som ung       | Ritratto dell'eroe da giovane           | PKNA 5              |
| 6/1997                    | Pumporna                          | Spore                                   | PKNA 6              |
| 7/1997                    | Invasion!                         | Invasione!                              | PKNA 7              |
| 8/1997                    | Hämnd                             | Silicio                                 | PKNA 8              |
| 9/1997                    | Månens källor                     | Le sorgenti della Luna                  | PKNA 9              |
| 10/1997                   | Trauma                            | Trauma                                  | PKNA 10             |
| 1/1998                    | Urk                               | Urk                                     | PKNA 11             |
| 2/1998                    | Den andra versionen               | Seconda stesura                         | PKNA 12             |
| 3/1998                    | Försvunnen                        | Missing                                 | Speciale 97         |
| 4/1998                    | Fånga dagen                       | Carpe Diem                              | PKNA 14             |
| 5/1998                    | Tagning, kamera!                  | Motore/Azione                           | PKNA 15             |
| 6/1998                    | Inkräktaren                       | Manutenzione straordinaria              | PKNA 16             |
| 7/1998                    | Fallen stjärna                    | Stella cadente                          | PKNA 17             |
| 8/1998                    | Förgången framtid                 | Antico futuro                           | PKNA 18             |
| 9/1998                    | Absolut nollpunkt                 | Zero assoluto                           | PKNA 19             |
| 10/1998                   | Mekkano                           | Mekkano                                 | PKNA 20             |
| 11/1998                   | Tyrannic                          | Tyrannic                                | PKNA 21             |
| 12/1998                   | Höstfragment                      | Frammenti d'autunno                     | PKNA 22             |
| 1/1999                    | Minnesförlust                     | Vuoto di memoria                        | PKNA 23             |
| 2/1999                    | Ljusets styrka                    | Crepuscolo                              | PKNA 24             |
| 3/1999                    | Korseld                           | Fuoco incrociato                        | PKNA 25             |
| 4/1999                    | Tidens gång                       | Il tempo fugge                          | PKNA 26             |
| 5/1999                    | Universums vakthundar             | I mastini dell'universo                 | PKNA 27             |
| 6/1999                    | Metamorfos                        | Metamorfosi                             | PKNA 28             |
| 7/1999                    | Virus                             | Virus                                   | PKNA 29             |
| 8/1999                    | Fas två                           | Fase Due                                | PKNA 30             |
| 9/1999                    | Falsk ängel                       | Beato angelico                          | PKNA 31             |
| 10/1999                   | Underground                       | Underground                             | PKNA 32             |
| 11/1999                   | Dagen som kommer                  | Il giorno che verrà                     | PKNA 33             |
| 12/1999                   | Inget personligt                  | Niente di personale                     | PKNA 34             |
| 1/2000                    | Fripassagerare                    | Clandestino a bordo                     | PKNA 35             |
| 2/2000                    | Långt, långt borta                | Lontano lontano                         | PKNA 36             |
| 3/2000                    | Under en ny sol                   | Sotto un nuovo sole                     | PKNA 37             |
| 4/2000                    | I dimman                          | Nella nebbia                            | PKNA 38             |
| 5/2000                    | På drift i tiden                  | Cronaufragio                            | PKNA 39             |
| 6/2000                    | Ett enda andetag                  | Un solo respiro                         | PKNA 40             |
| 7/2000                    | Agdyns dagar                      | Agdy Days                               | PKNA 41             |
| 8/2000                    | Odysseus-syndromet                | La sindrome di Ulisse                   | PKNA 42             |
| 9/2000                    | Lånad tid                         | Tempo al tempo                          | PKNA 43             |
| 10/2000                   | På mörka sidan                    | Sul lato oscuro                         | PKNA 44             |
| 11/2000                   | Operation Efesto                  | Operazione Efesto                       | PKNA 45             |
| 12/2000                   | I skuggan                         | Nell'ombra                              | PKNA 46             |
| 1/2001                    | Före gryningen                    | Prima dell'alba                         | PKNA 47             |
| 2/2001                    | Delar och helhet                  | Le parti e il tutto                     | PKNA 48             |
| 3/2001                    | Ödets bok                         | Se...                                   | PKNA 49/50          |
| 4/2001                    | Ducklair                          | Ducklair                                | PK² 1               |
| 5/2001                    | Bara lite rädsla                  | Solo un po' di paura                    | PK² 2               |
| 6/2001                    | Mörkrets röst                     | La voce del buio                        | PK² 3               |
| 7/2001                    | Minneslinjer                      | Linee di memoria                        | PK² 4               |
| 8/2001                    | Slutet på historien               | La fine della storia                    | PK² 5               |
| 9/2001                    | Alfavågor                         | Onde alpha                              | PK² 6               |
| 10/2001                   | Ännu en dag                       | Ancora un giorno                        | PK² 7               |
| 11/2001                   | Bara en vän                       | Soltanto un amico                       | PK² 8               |
| 12/2001                   | Grader av separation              | Gradi di separazione                    | PK² 9               |
| 1/2002                    | Hög volym                         | Altovolume                              | PK² 10              |
| 2/2002                    | Minnenas tyngd                    | Il peso dei ricordi                     | PK² 11              |
| 3/2002                    | Blackout                          | Blackout                                | PK² 12              |
| 4/2002                    | Allt och inget                    | Tutto e niente                          | PK² 13              |
| 5/2002                    | Sista jakten                      | L'ultima caccia                         | PK² 14              |
| 6/2002                    | Den verkliga fienden              | Il vero nemico                          | PK² 15              |
| 7/2002                    | Riddare på äventyr                | Capitano di ventura                     | PK² 16              |
| 8/2002                    | I eldens hetta                    | Nel fuoco                               | PK² 17              |
| 9/2002                    | Inom familjen                     | Affari di famiglia                      | PK² 18              |
| 10-12/2002                | Duckmall Center                   | Duckmall                                | PK² Speciale 2001   |
| 11/2002                   | Avslöjad                          | Smascherato                             | PK Speciale 2000    |
| (ej utgiven)              | (ej utgiven)                      | La fine del mondo                       | PK Speciale 1999    |
| 13/2002                   | Ett-streck-noll                   | Zero barra uno                          | PK Speciale 1998    |
| 1/2003                    | Hjälte av en slump                | Un supereroe per caso                   | PK³ 1               |
| 2/2003                    | Toyland                           | Toyland                                 | PK³ 2               |
| 3/2003                    | En perfekt värld                  | Un mondo perfetto                       | PK³ 3               |
| 4/2003                    | Dagar av ett närvarande förflutet | Allarme / Giorni di un passato presente | PK³ 4               |
| 5/2003                    | Robofobi                          | Robophobia                              | PK³ 5               |
| 6/2003                    | En avlägsen galax                 | Una galassia lontana                    | PK³ 6               |
| 7/2003                    | O.G.R.E.                          | O.G.R.E.                                | PK³ 7               |
| 8/2003                    | Kronin                            | Kronin                                  | PK³ 8               |
| 9/2003                    | Stora förväntningar               | Grandi speranze                         | PK³ 9               |
| 10/2003                   | Utan återvändo                    | Senza ritorno                           | PK³ 10              |
| 11/2003                   | Kapseln                           | L'eracolatore                           | PK³ 11              |
| 12/2003                   | Ett långt farväl                  | Un lungo addio                          | PK³ 12              |
| 1/2004                    | Varelser från djupet              | Creature dagli abissi                   | PK³ 13              |
| 2/2004                    | Turister från rymden              | Turisti dallo spazio                    | PK³ 14              |
| 3/2004                    | Svärmen                           | Lo sciame                               | PK³ 15              |
| 4/2004                    | Protoart                          | Protospecie                             | PK³ 16              |
| 5/2004                    | De namnlösa                       | I Senzanome                             | PK³ 17              |
| 6/2004                    | Stadens anda                      | Lo spirito della città                  | PK³ 18              |
| 7/2004                    | Mästaren                          | Il campione                             | PK³ 19              |
| 8/2004                    | Jägarna                           | I cacciatori                            | PK³ 20              |
| 9/2004                    | Serie zeta                        | Serie Zeta                              | PK³ 21              |
| 10/2004                   | Värdetransport                    | Trasporto valori                        | PK³ 22              |
| 11/2004                   | Ingen utväg                       | Senza via di scampo                     | PK³ 23              |
| 12/2004                   | Osynlig fiende                    | Nemico invisibile                       | PK³ 24              |
| 1/2005                    | Total attack                      | Attacco frontale                        | PK³ 25              |
| 2/2005                    | Krigarkungen                      | Il re guerriero                         | PK³ 26              |
| 3/2005                    | Ett + ett                         | Uno + Uno                               | PK³ 27              |
| 4/2005                    | Nio sekunder från slut            | A 9 secondi dalla fine                  | PK³ 28              |
| 5/2005                    | Världens klocka                   | L'orologio del mondo                    | PK³ 29              |
| 6/2005                    | Grader av minus                   | Vigilia bianca / Sotto zero             | PK³ 30 och 31       |
| 7/2005                    | The End?                          | The end?                                | PK³ 32              |
| 8/2005                    | Evronianer                        | Evroniani                               | PK0 1               |
| 9/2005                    | Tidens Vindar                     | Il vento del tempo                      | PK0 2               |
| 10/2005                   | Xadhoom!                          | Xadhoom!                                | PK0 3               |
| 11/2005                   | Skuggor på Venus                  | Ombre su venere                         | PK Reloaded 1       |
| 12/2005                   | Tvåan                             | Due                                     | PK Reloaded 2       |
| 1/2006                    | Projekt Kall Sol                  | Il giorno del sole freddo               | PK Reloaded 3       |
| 2/2006                    | Jordbävning                       | Terremoto                               | PK Reloaded 4       |
| 3/2006                    | Porträtt av hjälten som ung       | Ritratto dell'eroe da giovane           | PK Reloaded 5       |
| 4/2006                    | Pumporna                          | Spore                                   | PK Reloaded 6       |
| 5/2006                    | Invasion!                         | Invasione!                              | PK Reloaded 7       |
| 6/2006                    | Hämnd                             | Silicio                                 | PK Reloaded 8       |
| 7/2006                    | Månens källor                     | Le sorgenti della Luna                  | PK Reloaded 9       |
| (ej utgiven)              | (ej utgiven)                      | Arrivano i mostri!                      | PK Appgrade 16      |
| (ej utgiven)              | (ej utgiven)                      | Dura è la notte                         | PK Appgrade 17      |
| (ej utgiven)              | (ej utgiven)                      | Tempo da perdere                        | PK Appgrade 18      |
| (ej utgiven)              | (ej utgiven)                      | Non è mai troppo tardi                  | PK Appgrade 19      |
| (ej utgiven)              | (ej utgiven)                      | Tornando indietro                       | PK Appgrade 20      |
| (ej utgiven)              | (ej utgiven)                      | Potere e Potenza (episodio #1)          | Topolino 3058       |
| (ej utgiven)              | (ej utgiven)                      | Potere e Potenza (episodio #2)          | Topolino 3059       |
| (ej utgiven)              | (ej utgiven)                      | Potere e Potenza (episodio #3)          | Topolino 3060       |
| (ej utgiven)              | (ej utgiven)                      | Potere e Potenza (episodio #4)          | Topolino 3061       |
| (ej utgiven)              | (ej utgiven)                      | Gli argini del tempo                    | Topolino 3102       |